# Primera División (Argentinien) 1941
Die Primera División 1941 war die 11. Spielzeit der argentinischen Fußball-Liga Primera División. Begonnen hatte die Saison am 30. März 1941. Der letzte Spieltag war der 26. Oktober 1941. Als Aufsteiger kam kein Team aus der Primera B Nacional, da die Meisterschaft um zwei Teilnehmer verringert wurde, es nahmen insgesamt sechzehn Mannschaften teil, dazu. River Plate beendete die Saison als Meister und wurde damit Nachfolger der Boca Juniors. In die Primera B Nacional musste CA Rosario Central absteigen.

## Abschlusstabelle
| Pl. | Verein                    | Sp. | S  | U  | N  | Tore    | Diff. | Punkte |
| --- | ------------------------- | --- | -- | -- | -- | ------- | ----- | ------ |
| 1.  | River Plate               | 30  | 19 | 6  | 5  | 075:350 | +40   | 44     |
| 2.  | CA San Lorenzo de Almagro | 30  | 17 | 6  | 7  | 067:460 | +21   | 40     |
| 3.  | CA Newell’s Old Boys      | 30  | 17 | 4  | 9  | 078:500 | +28   | 38     |
| 4.  | Boca Juniors (M)          | 30  | 16 | 4  | 10 | 061:520 | +9    | 36     |
| 5.  | CA Independiente          | 30  | 15 | 4  | 11 | 067:530 | +14   | 34     |
| 6.  | CA Huracán                | 30  | 14 | 6  | 10 | 057:480 | +9    | 34     |
| 7.  | Racing Club               | 30  | 15 | 3  | 12 | 064:540 | +10   | 33     |
| 8.  | Estudiantes de La Plata   | 30  | 13 | 6  | 11 | 077:640 | +13   | 32     |
| 9.  | Ferro Carril Oeste        | 30  | 13 | 4  | 13 | 044:540 | −10   | 30     |
| 10. | CA Tigre                  | 30  | 9  | 9  | 12 | 047:540 | −7    | 27     |
| 11. | Club Atlético Atlanta     | 30  | 8  | 10 | 12 | 059:730 | −14   | 26     |
| 12. | Gimnasia y Esgrima LP     | 30  | 8  | 4  | 18 | 050:730 | −23   | 20     |
| 13. | CA Platense               | 30  | 6  | 7  | 17 | 049:680 | −19   | 19     |
| 14. | CA Lanús                  | 30  | 6  | 6  | 18 | 059:950 | −36   | 18     |
| 15. | CA Banfield*              | 30  | 15 | 3  | 12 | 067:680 | −1    | 17     |
| 16. | CA Rosario Central        | 30  | 6  | 4  | 20 | 042:760 | −34   | 16     |

| (M) | Vorjahres-Meister                           |
| *   | CA Banfield bekam sechzehn Punkte abgezogen |

## Meistermannschaft
| River Plate | |
|             | Julio Barrios, Gregorio Blasco Sánchez, Avelino Cadilla, Ángel Labruna, José María Minella, José Manuel Moreno Fernández, Juan Carlos Muñoz, Adolfo Pedernera, Bruno Pesaola, Carlos Peucelle, José Ramos, Bruno Rodolfi, Ricardo Vaghi, Aarón Wergifker, Norberto Yácono Trainer: Renato Cesarini |

## Torschützenliste
| Pl. | Nat.          | Spieler         | Verein                    | Tore |
| --- | ------------- | --------------- | ------------------------- | ---- |
| 1   | Argentinien   | José Canteli    | CA Newell’s Old Boys      | 30   |
| 2   | Paraguay 1842 | Arsenio Erico   | CA Independiente          | 26   |
| 3   | Spanien 1938  | Ángel Laferrara | CA San Lorenzo de Almagro | 24   |
| 4   | Argentinien   | José Liztherman | Racing Club               | 23   |
| 5   | Argentinien   | Rafael Sanz     | CA Banfield               | 22   |